# リウィア・ドルシッラ
リウィア・ドルシッラ（Livia Drusilla, 紀元前59年1月30日 - 紀元29年9月28日）は、古代ローマ帝国初代皇帝アウグストゥスの妻で、2代皇帝ティベリウスの母。またアウグストゥスの遺産の継承者でもあり、ユリア・アウグスタ（Julia Augusta）を名乗った。一般には単にリウィアと呼ばれる。

## 生涯

### オクタウィアヌスとの結婚まで
リウィア・ドルシッラは、クラウディウス氏族からリウィウス氏族の養子となったマルクス・リウィウス・ドルスス・クラウディアヌスの娘として紀元前58年に生れた。16歳の時、クラウディウス氏族のティベリウス・クラウディウス・ネロと結婚し、紀元前42年11月16日には長男でのちに皇帝ティベリウスとなる夫と同名のティベリウス・クラウディウス・ネロを出産した。
夫ティベリウス・クラウディウス・ネロは、当初ブルートゥス派、そのあとアントニウス派に属し、のちにアウグストゥスとなるオクタウィアヌスとは、ずっと敵対関係にあった。このため、リウィアは幼いティベリウスとともに夫に従ってイタリア中を逃げ回り、紀元前40年にはギリシアに脱出せねばならなかった。
しかし紀元前39年7月、オクタウィアヌスとアントニウスの間でミセヌム協定が成立し、アントニウスと小オクタウィアが結婚すると、リウィアたちはローマへ帰還した。帰還後にリウィアとオクタウィアヌスは出会い、リウィアが夫との第2子を身篭っていたにもかかわらず、互いに惹かれあっていった。それまでに2度の政略結婚と離婚を経験していたオクタウィアヌスはリウィアとの結婚を望んだが、妊娠6か月の相手と婚儀を挙げることが涜神にあたるのではないかとおそれ、神官に諮問した。結果は「胎児の父親が夫であれば構わない」というものであったので、リウィアが紀元前38年1月14日に大ドルススを出産後夫と離婚したうえで、1月17日に結婚式を挙げた。
2人の結婚は純粋に愛情から出たものであったが、結果的にオクタウィアヌスに大きな利益を与えた。リウィア自身が属するクラウディウス氏族はローマ共和政初期からの名門であり、このため養父ガイウス・ユリウス・カエサルの時代から続いていた伝統的な貴族層との対立が解消され、この貴族層からの協力をオクタウィアヌスにもたらした。

### 第一人者の妻
リウィアとの結婚後、オクタウィアヌスは着実に自らの権力基盤を固めていった。最終的には紀元前31年のアクティウムの海戦でアントニウスを破ったことにより、全ての競争相手に勝利しローマ世界唯一の実力者となった。以降ローマの第一人者として政治を行なうようになり、紀元前27年1月16日には元老院から「アウグストゥス」の称号を送られた。

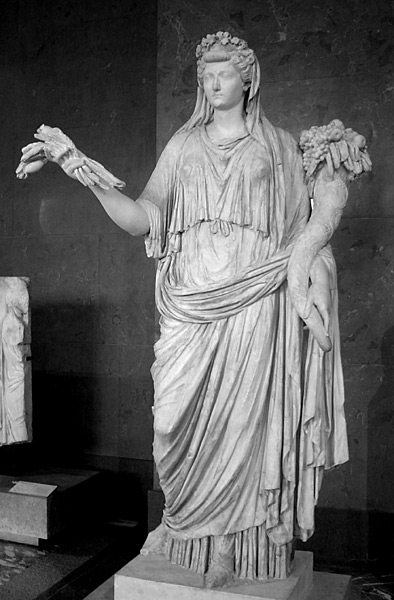
リウィア

リウィアはこの間もこれ以降も夫を支え、アウグストゥスの家庭を維持しつづけた。その貞淑さと聡明さは当時のローマでは珍しいものであり、多くの市民が褒め称えた。一方、当時は既婚男性の浮気は珍しいものではなかったが、アウグストゥス自身もその例には漏れなかった。そうしたアウグストゥスの浮気の一例であった盟友ガイウス・マエケナスの妻テレンティアとの関係は知らない者がいないほどであった。しかしリウィアはこうした浮気にも夫を責めることもなく耐えていた。
またアウグストゥスは元来皇帝としては短気で残酷な側面を持っていたが、リウィアの影響を受け寛大で温和な性格へと変わっていったといわれている。事実、リウィアの懇願を受けアウグストゥスは幾度か死刑を追放に免じている。
アウグストゥスは権威を確立し、権力が磐石になると、後継者問題に取り組みはじめた。はじめは姉オクタウィアの息子マルケッルスが有力視されており、前妻との間にもうけた一人娘の大ユリアを嫁がせた。しかし紀元前23年にマルケッルスがアウグストゥスに先立つと、ユリアをアグリッパと再婚させた。この結婚から多くの孫がアウグストゥスにもたらされたが、そのうちガイウス・カエサル、ルキウス・カエサルの2人を養子とし後継者候補とした。しかし、これら後継者と目された人物は皆アウグストゥスより先に夭折してゆく。紀元4年、ガイウス・カエサルが没したことによって、リウィアの実子ティベリウスが同年6月27日にユリアとアグリッパの末子アグリッパ・ポストゥムスとともにアウグストゥスの養子となった。しかし、もともと後継者としての順位がそれほど高くなかったティベリウスが帝位を継いだことには息子の帝位を望んだリウィアが関与したと指摘する意見もある。このあとアグリッパ・ポストゥムスは粗野で放蕩な性格から追放されるが、これもリウィアの影響力が働いていたという指摘もある。
リウィアはこのように権勢欲の強さを持っていたと考えられているが、それでも家庭にあっては息子大ドルススの寡婦小アントニアとその子供達を引き取るなど良き妻、良き母であった。

### アウグストゥスの死後
彼女はディーヴァ オーガスタ (神聖なオーガスタ) と名付けられ、象が引く戦車がすべての公開競技に彼女のイメージを伝えた。彼女の像は夫の像とともにアウグストゥス神殿に設置され、彼女を讃えるレースが開催され、女性は神聖な誓いの中で彼女の名を唱えることになった。紀元14年8月19日にアウグストゥスが逝去するとその遺言が公開された。内容は遺産の3分の2の継承者をティベリウス、残り3分の1の継承者をリウィアに定め、かつリウィアをユリウス家の養子とし二人に「アウグストゥス」の称号を許すというものであった。この遺言に従い、リウィアは息子と共に夫アウグストゥスの遺産の継承者となり公式にユリア・アウグスタを名乗るようになった。
さらに元老院もティベリウスが辞退したとはいえ「祖国の母」の称号を決議するなどリウィアの権威は大いに高まった。こうしてリウィアは皇帝の母としてだけではなく神格化されたアウグストゥスの妻として、またその遺産の継承者として第2代皇帝ティベリウスに大きな影響を持つようになった。王を神として崇める伝統をもつ東方属州では夫である神君アウグストゥスと並んで生前に神格化を受け奉られることもあった。

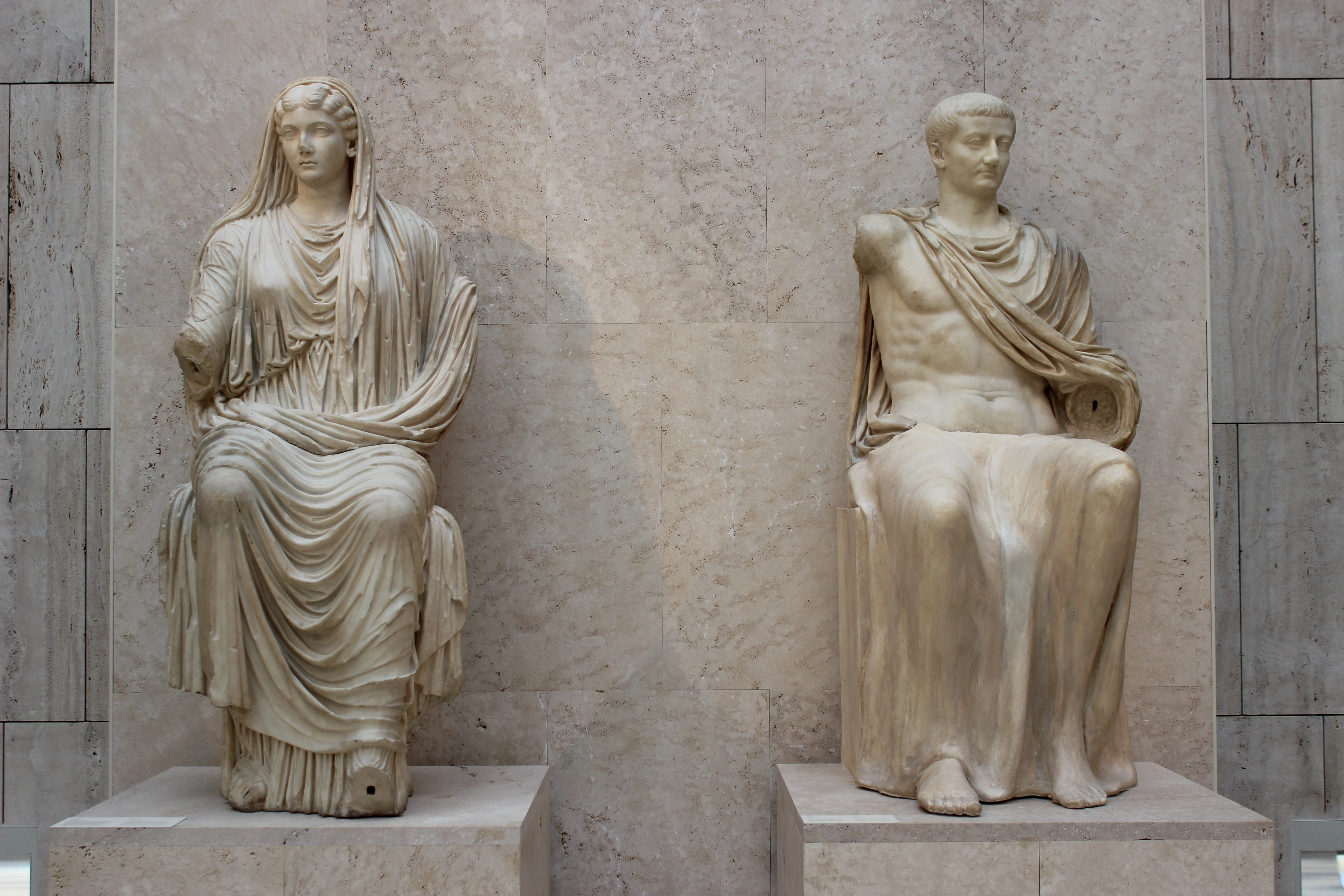
リヴィアとその息子ティベリウス、AD14-19年、パエストゥム、スペイン国立考古学博物館（マドリード）所蔵

息子ティベリウスはこうした強い影響力を持ち政治に口出しする母を嫌っていたが、しばらくはローマにあって政務をこなしていった。しかし27年、ついにティベリウスはカプリ島に隠棲し、皇帝不在の首都ローマはその信を受けた親衛隊長ルキウス・アエリウス・セイヤヌスが取り仕切るようになっていった。
野心家であったセイヤヌスは自ら権力を掌握しようと望み、皇帝の後継者候補で自らの障害であったネロ・カエサルをその母大アグリッピナと共に追放するよう皇帝に働きかけた。もともとティベリウスと大アグリッピナとの仲は険悪なものであったため、最終的には二人はローマから追放された。しかしリウィアの権威はセイヤヌスの野望を妨げ、セイヤヌスが本格的な行動を起こすのはリウィアの死を待たねばならなかった。
母である大アグリッピナを追放されたガイウス（後のカリグラ）とその妹達をリウィアは引き取り、自らの死までの短い時間であったが養育した。29年に86歳でリウィアが死去した時、葬儀での追悼演説はこのカリグラが行った。母親の死を知ってもティベリウスはカプリ島を離れず葬儀には出席しなかった。
遺体は火葬の後、夫をはじめとするユリウス＝クラウディウス朝の人々が眠るアウグストゥス廟に埋葬された。その後42年に大ドルススの息子でリウィアには孫にあたる第4代皇帝クラウディウスによって正式に神格化された。この神格化については、当時神格化されて神であったアウグストゥスとは直接血縁においても養子関係においてもさかのぼることができないクラウディウスが、即位に際して「神の子孫」という権威を必要としたためになされたとする説明が一般的である。彼女は歌姫オーガスタ (神聖なオーガスタ) と名付けられ、すべての公的競技会では象が引く戦車に彼女の像が乗せられました。彼女の像は夫の像とともにアウグストゥス神殿に設置され、彼女を讃えてレースが開催され、女性は神聖な誓いとして彼女の名前を唱えることになった。彼女とアウグストゥスの墓は、その後、年代不明で略奪された。
リウィアは貞淑で聡明であったが、同時に強い権勢欲を持っており、のちにカリグラは「女オデュッセウス」と評している。

### 文学と大衆文化

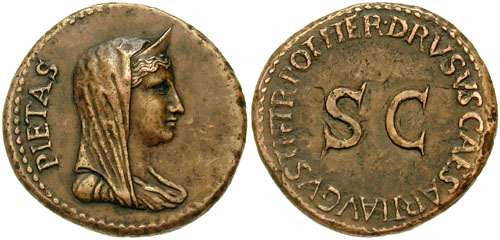
リヴィアの顔を描いた真鍮コイン

リヴィアがアウグストゥスの最良の相談相手であり助言者であったことは、古代の資料のすべてが認めているが、彼女の影響力の大きさについては、彼女の王朝を誹謗中傷しようとする政敵の数々の企てにより、論争が絶えなかった。皇帝の記録にアクセスできたスエトニウスによれば、アウグストゥスはリヴィアと話し合うべき項目のリストを書き留め、彼女の返事を注意深くメモして後でまた参照するようにしていたという。
リヴィアのイメージは、コインや肖像画といった古代の視覚メディアに登場する。紀元前16年に地方硬貨に登場した最初の女性であり、彼女の肖像画は、髪型のデザインから年代を特定することができる。リヴィアのイメージは、アウグストゥス帝の妻としての役割と、ティベリウス帝の母としての役割のギャップを埋めるのに役立った帝政プロパガンダへの影響をたどる、さまざまなスタイルの肖像画によって発展していく。リヴィアは、古代の文書に描かれた「美しい女性」以上の存在となり、ローマ女性の資質を理想化する公的なイメージとして、母としての姿として、そして最終的には彼女の美徳を暗示する女神のような表現として機能する。